# Peter Armbruster
Peter Armbruster (født 25. juli 1931 i Dachau, Bayern, død 26. juni 2024 i Darmstadt, Hessen) var en tysk fysiker. Han har medvirket til opdagelsen af grundstofferne 108 Hassium, 109 Meitnerium, 110 Darmstadtium, 111 Roentgenium og 112 Copernicium.